# Joan Baptista Germain

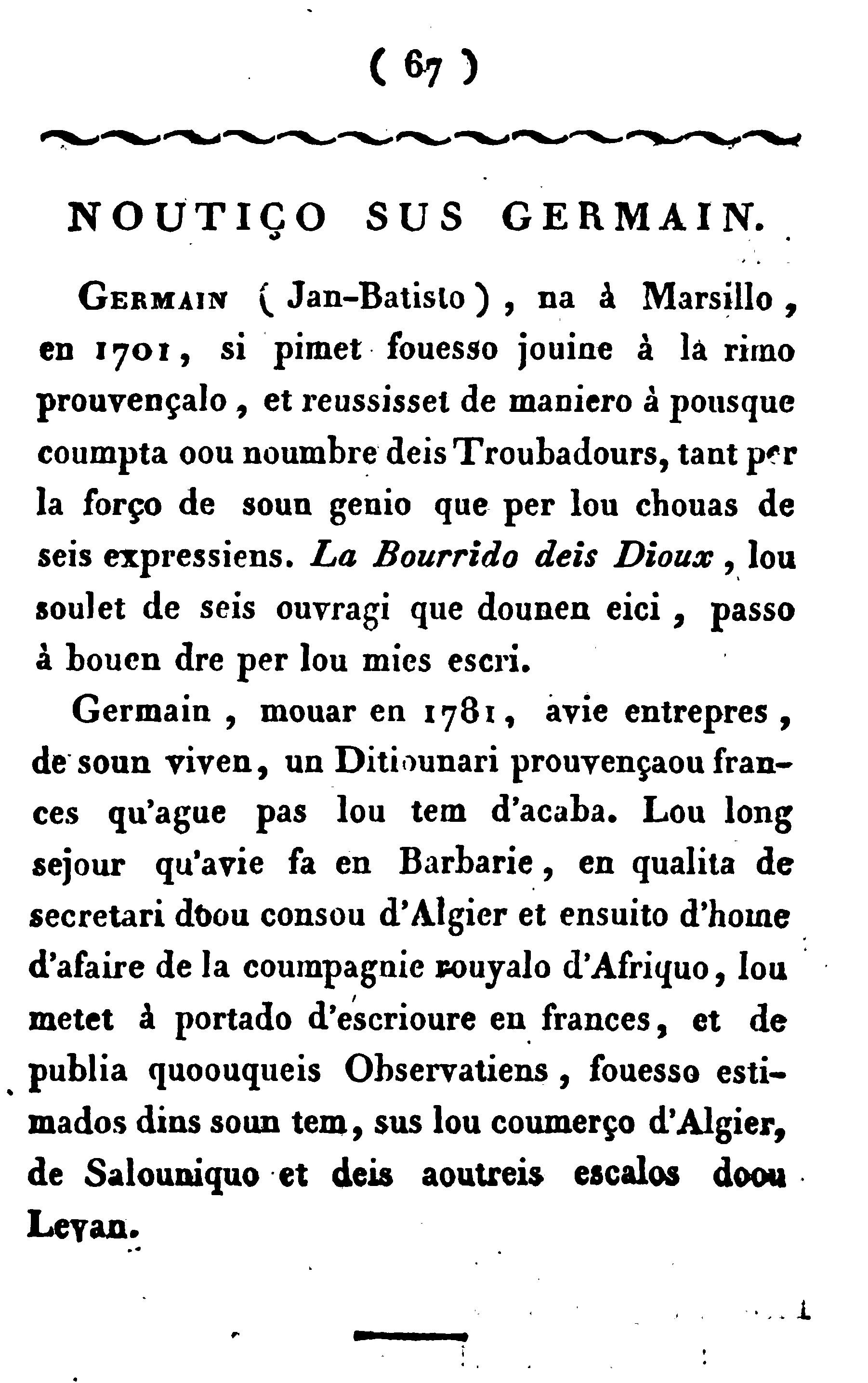
Biografía añadida en la antología Lo Boquet provençau

Joan Baptista Germain (en francés : Jean-Baptiste Germain ; Marsella 1701 y 1781) fue un escritor provenza autor, entre otras cosas, de La Borrida dei Dieu ; fue también diplomático en Argelia al servicio de la Compagnie Royale d'Afrique.

## Obras
Fuera de La Borrida dei Dieus (<la Bourrido deis Dieoux>) imprimida en 1760 y que se volvió a editar en la antología Lo Boquet provençau, el escritor occitano Glaudi Barsotti menciona:
- La Matrona d'Efeba
- La Barbariá d'un Anglés sus sa Mestressa
- Òda au Rei de Prussa
- Lo Trionfe de Marselha
- Lei Delicis dau Terrador
- Parafrasa dau Saume de Dàvid 108
- L'Apologia de la Borrida dei Dieu